# Sindangbarang (Karangpucung)
Sindangbarang is een bestuurslaag in het regentschap Cilacap van de provincie Midden-Java, Indonesië. Sindangbarang telt 6662 inwoners (volkstelling 2010).